# Eduard Pendorf
Eduard Pendorf (Lehe, 18 ottobre 1892 – 3 novembre 1958) è stato un calciatore tedesco, di ruolo centrocampista.